# Det andra målet
Det andra målet: noveller är en novellsamling av den svenske författaren och skådespelare Jonas Karlsson. Verket utgavs 2007 på förlaget Wahlström & Widstrand och var Karlssons litterära debut.
Det andra målet har utkommit i flera nyutgåvor och har getts ut i flera olika format: pocket, inbunden, e-bok och ljudbok. Den har även översatts till tyska och danska.
Novellerna är metalitterära, vilket innebär att de hänger samman. Flera scener och gestalter återkommer i olika noveller. En återkommande plats där handlingen är förlagd är restaurang Gondolen i Stockholm.
Det andra målet filmatiserades 2014 som Stockholm Stories i regi av Karin Fahlén och med bland andra Martin Wallström, Cecilia Frode och Julia Ragnarsson i rollerna.

## Bakgrund
Karlsson menar att han alltid har tyckt om novellformatet. I en intervju för den numera nedlagda litteratursajten Nittonde stolen, jämförde Karlsson noveller med kortfilmer. När han försökte få Det andra målet utgiven mottogs han först med skepsis, där förläggaren menade att noveller var svårsålda. Efter att ha läst boken ändrade förlaget sig och valde att ge ut den.

## Novellförteckning
Det andra målet är uppdelad i två delar och innehåller följande noveller:
I
- Det andra målet
- Min kompis på Gondolen 1
- Liten röd prydnadssak
- Min kompis på Gondolen 2
- Követt
- När jag vaknar är hon borta
- Du vet inte om du ska säga Familjemeny, som det heter
- Brevet
- Han är hungrig
- Vecka 42
- Civilkurage

II
- Skummisar
- Lotten
- Sju möten med Coletho
- Pär Hansson
- Samtalet
- Mötet
- Daley Thompson-tracktop
- Mr Koshiros korgstol 1-3
- Gör det själv
- Det första målet

## Teman
Ensamhet
Svenska Dagbladets recensent Magnus Eriksson identifierar ensamhet som ett återkommande tema i novellsamlingen. Han skriver "Men de flesta gestalterna i Jonas Karlssons berättelser är ensamma. De lever som i ett vakuum, avskurna både från sin omgivning och från sig själva. När den manliga huvudpersonen i titelnovellen förskönar ett mål i en korpmatch och diktar till ännu ett mål som han inte gjorde, blir han också en främling inför sig själv och inför den sällhet han ändå kände när han gjorde sitt mål, inte så vackert som när han berättar om det, men lik förbaskat ett mål." Eriksson fortsätter och menar att Karlsson vill gestalta ett existentiellt tomrum, att flera av karaktärerna i novellerna försöker dölja att de är ensamma. De lever i en "kupa, avskärmade och isolerade".

## Mottagande
Dagens bok
Litteratursajten Dagensbok.se lovordade Det andra målet och skrev: "Det blir rätt tydligt att Jonas Karlsson inte är värd den där bokutgivningen för att han är Jonas Karlsson, utan för att han faktiskt är en förbaskat begåvad författare (också)." Hon (Stina Sigurdsson) fortsätter: "Jag har alltid fallit för Jonas Karlsson som skådespelare, och jag faller för honom som författare med."
Svenska Dagbladet
I tidningen Svenska Dagbladet gav recensenten Magnus Eriksson Det andra målet övervägande positiv kritik. Efter att ha diskuterat bokens form och innehåll avslutar Eriksson sin recension med att skriva: "Någon gång kan jag även tycka att Jonas Karlsson driver sina idéer ett varv för mycket, liksom jag kan beklaga att han i några berättelser tycks väja för det tomrum som öppnas genom hans text och låta det sluta i en putslustighet istället." I nästa stycke fortsätter han "Men det är marginalanmärkningar. Jonas Karlsson har idéer och en formmedveten vilja att utforska dem. Allt är inte färdigt, men hans ansats imponerar."

### Fotnoter
1. 1 2  ”Jonas Karlsson”. Libris.kb.se. http://libris.kb.se/hitlist?q=WFRF%3A%28Karlsson+Jonas+1971+%29&r=&f=&t=v&s=rc&g=&m=25. Läst 3 juli 2012.
2. ↑  ”Det andet mål”. Litteratursiden.dk. Arkiverad från originalet den 19 december 2013. https://web.archive.org/web/20131219020322/http://www.litteratursiden.dk/anmeldelser/det-andet-maal-af-jonas-karlsson. Läst 3 juli 2012.
3. 1 2 3  Eriksson, Magnus (15 mars 2007). ”Karlssons formkänsla och idéer imponerar”. Svenska Dagbladet. http://www.svd.se/kultur/litteratur/karlssons-formkansla-och-ideer-imponerar_34669.svd. Läst 3 juli 2012.
4. 1 2  Sigurdsson, Stina (2 april 2007). ”Synnerligen begåvat”. Dagensbok.com. http://dagensbok.com/2007/04/02/jonas-karlsson-det-andra-malet/. Läst 3 juli 2012.
5. ↑  ”Stockholm Stories”. Svensk Filmdatabas. Arkiverad från originalet den 28 september 2013. https://web.archive.org/web/20130928070351/http://sfi.se/sv/svensk-filmdatabas/Item/?itemid=68806&type=MOVIE&iv=Basic&ref=%2Ftemplates%2FSwedishFilmSearchResult.aspx%3Fid%3D1225&epslanguage=sv&searchword=Gondolen&type=MovieTitle&match=Begin&page=1&prom=False. Läst 24 juli 2013.
6. ↑  Wicklén, Johan (18 mars 2007). ”"Jag är definitivt Strindberg. I alla fall för tillfället"”. Nittondetolen.se. Arkiverad från originalet den 29 oktober 2013. https://web.archive.org/web/20131029183905/http://www.nittondestolen.se/2007/03/jag-ar-definitivt-strindberg-i-alla-fall-for-tillfallet/. Läst 3 juli 2012.
7. ↑  Karlsson (2007), s. 7